# Vickers VC.1 Viking
Dimensions
Le Vickers VC.1 Viking était un bimoteur de ligne britannique dérivé du bombardier moyen Vickers Wellington et construit à 163 exemplaires.

## Origine
Le Viking est conçu en 1944 chez Vickers, comme dérivé civil du bombardier Wellington (le projet est d'ailleurs initialement appelé Vickers Wellington Transport Aircraft), un avion conçu plusieurs années avant la guerre. La conception d'avions de transports à partir de bombardiers était une des propositions du Comité Brabazon, dès 1942, pour répondre aux besoins à court terme de l'avion civile lorsque que la guerre sera finie. Ainsi, Vickers travaille sur ce projet réalisable en peu de temps, en parallèle avec le Vickers Viscount (appelé Viceroy pendant son développement), un projet bien plus ambitieux, mais à plus long terme. Schématiquement, le Viking reprend la voilure, les moteurs, le train d’atterrissage, et l'empennage du Wellington, tous greffés sur un nouveau fuselage, qui contient une cabine pour 36 passagers au maximum. Des projets similaires sont menés par d'autres constructeurs britanniques à la même époque: Handley Page Hermes et Avro Tudor.
Si les ailes conservent la structure géodésique caractéristique du Wellington, le fuselage est construit de façon plus classique. 
Le prototype fait son premier vol le 22 juin 1945, depuis l'aédrome de Wisley, proche de l'usine Vickers située à Weybridge.

## Carrière
163 appareils sont produits. Les premiers avions de série sont livrés à BOAC, puis transférés à la nouvelle compagnie British European Airways, dédiée aux connexions entre le Royaume-Uni et le continent Européen. Ils sont utilisés commercialement à partir de l'automne 1946, les premières lignes étant à destination des pays scandinaves. 
Le type est cependant rapidement obsolète, quand des avions pressurisés deviennent disponibles. Ainsi, BEA retire ses Viking en 1954, ils sont remplacés par des Viscount. Les avions sont revendus et circulent encore quelque temps pour des petites compagnies, ainsi que quelques opérateurs étatiques. Un ancien appareil de BEA est ainsi utilisé par le roi Hussein de Jordanie.

## Démonstrateur à turboréacteurs

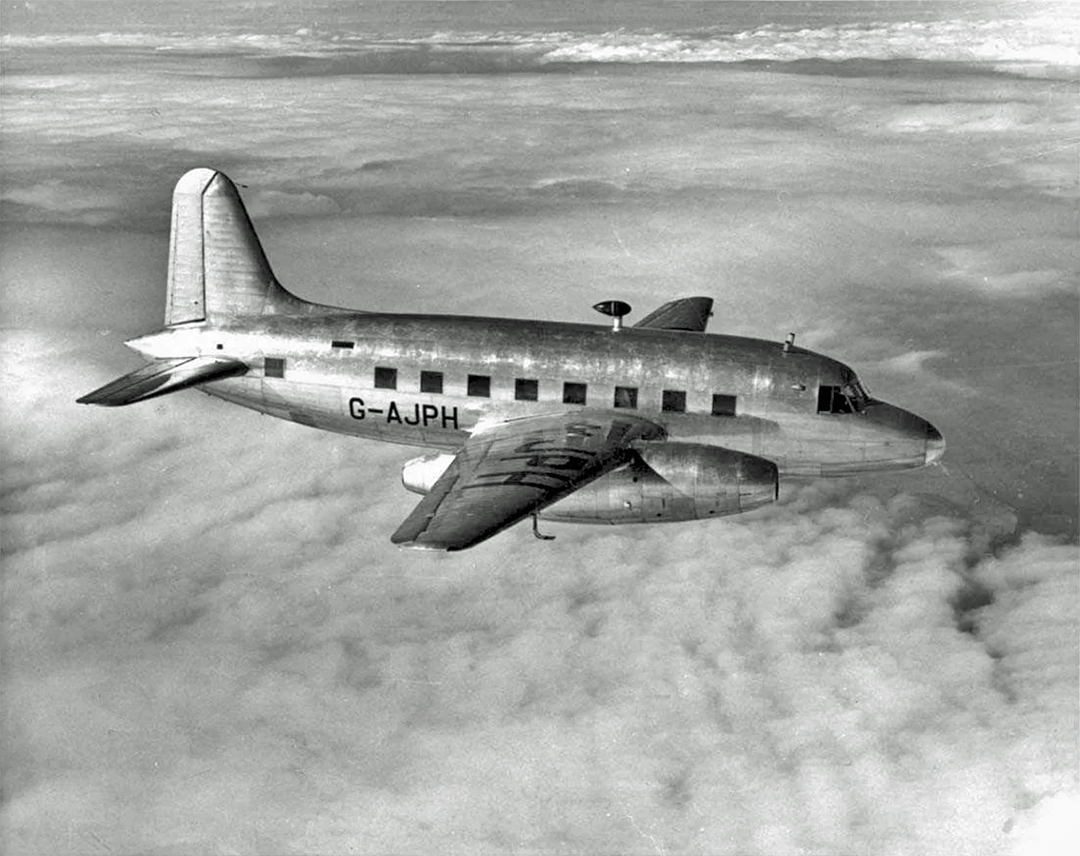
Le Nene-Viking en vol

Un exemplaire (G-AJPH) est modifié pour recevoir des turboréacteurs Rolls-Royce Nene en remplacement des moteurs en étoile Hercules. Ce Nene-Viking fait son premier vol le 6 avril 1948. Quelques semaines plus tard, il effectue des vols de démonstration vers la France, et emporte même quelque passagers. Même s'il s'agit purement d'un démonstrateur, dont la production en série n'a jamais été envisagée, il est ainsi le premier avion à avoir transporté des passagers en étant entièrement propulsé par des réacteurs (une version du Avro Tudor a volé en 1946 avec deux moteurs à pistons et deux réacteurs).

## Versions
Viking
Trois prototypes avec deux moteurs Bristol Hercules 130 de 1 675 ch.
Viking 1A
Version de production initiale avec deux moteurs Bristol Hercules 630 de 1 690 ch.
Viking 1
Appareil de production avec deux Bristol Hercules 634 de 1 690 ch.
Viking 1B
Viking 1 à "long nez" construit à 113 exemplaires.
Nene Viking
Un Viking 1B modifié pour des essais avec deux réacteurs Rolls-Royce Nene I.
Viking C2
Version militaire britannique VIP utilisé par le King's Flight de la RAF.
Valetta C2
Version militaire modifiée avec un plancher renforcé et une porte cargo élargie.
Varsity T1
Valletta modifié avec un train tricycle.

### Types

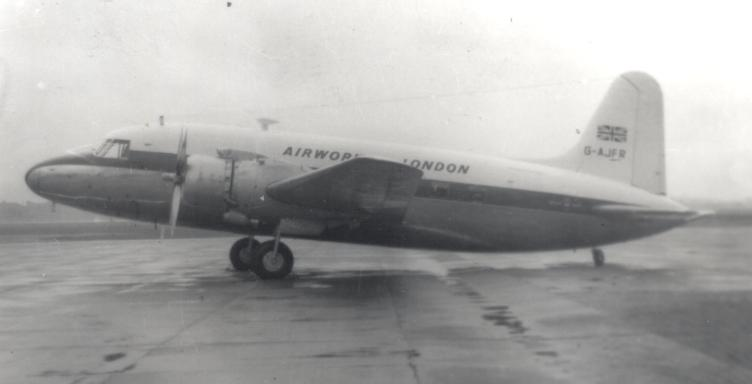
Vickers Viking 1B d'Airwork Limited à Manchester en 1957

Type 491
Premier prototype
Type 495
Second protoype
Type 496
Troisième prototype
Type 498
Viking 1A pour la compagnie britannique British European Airways
Type 604
Viking 1B pour la compagnie indienne Indian National Airways (en) avec deux moteurs Hercules 634
Type 607
Prototype du Valetta avec deux moteurs Hercules
Type 610
Viking 1B pour British European Airways
Type 614
Viking 1A pour British European Airways
Type 615
Viking 1 pour le gouvernement argentin avec deux moteurs Hercules
Type 616
Viking 1 pour la compagnie Central African Airways
Type 618
Viking à réacteur Rolls-Royce Nene
Type 620
Viking 1 pour le gouvernement argentin avec deux moteurs Hercules 630
Type 621
Viking C2 pour la Royal Air Force avec deux Hercules 130
Type 623
Viking C2 pour la Royal Air Force avec deux Hercules 134
Type 624
Viking C2 pour la Royal Air Force avec deux Hercules 134
Type 626
Viking C2 pour la Royal Air Force avec deux Hercules 134
Type 627
Viking 1B pour Airwork Limited
Type 628
Viking 1B pour DDL avec deux Hercules 134
Type 632
Viking 1B pour Air India avec deux Hercules 134
Type 634
Viking 1B pour Aer Lingus avec deux Hercules 134
Type 635
Viking 1B pour South African Airways avec deux Hercules 134
Type 636
Démonstrateur du Viking 1B
Type 637
Valletta C1 pour la Royal Air Force avec deux Hercules 230
Type 639
Viking 1 pour British European Airways
Type 641
Viking 1 pour Suidair International
Type 643
Viking 1 pour Suidair International avec deux moteurs Hercules 630
Type 644
Viking 1B pour Iraqi Airways
Type 649
Viking 1B pour la Force aérienne du Pakistan avec deux Hercules 634
Type 651
Valetta C1 pour la Royal Air Force avec deux Hercules 634

## Utilisateurs

### Utilisateurs civils

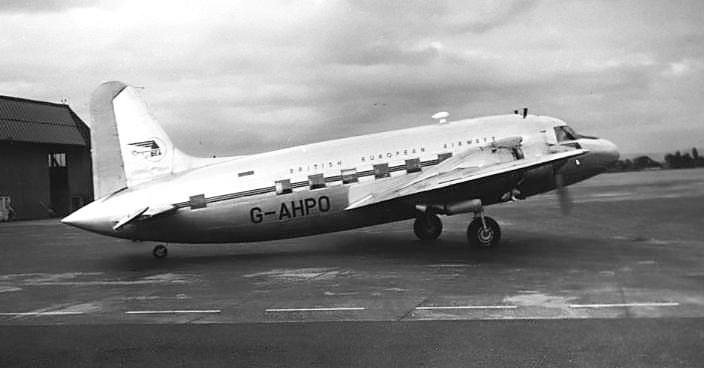
Viking 1B "G-AHPO" de BEA à Manchester en 1952

Afrique du Sud
- Protea Airways
- South African Airways
- Suldair International Airways
- Trek Airways (en)
- United Airways (en)

 Allemagne
- Aero Express Flug
- Aerotour
- Colombus Luftreederei
- Condor Flugdienst
- Deutsche Flugdienst
- LTU International
- Transavia Flug

 Argentine
- Aerolineas Argentinas
- Argentine Civil Aeronautics Board
- Flota Aerea Mercante Argentina

 Autriche
- Aero Transport

 Danemark
- DDL

 Égypte
- Misrair

 France
- Airnautic
- Air Dauphiné
- Air Inter
- Air Sahara
- Europe Aero Service
- Transports Aériens Reunis

 Inde
- Air India
- Indian Airlines Corporation
- Indian National Airways (en)

 Irak
- Iraqi Airways
- Iraq Petroleum Transport Company

 Irlande
- Aer Lingus

 Koweït
- Kuwait Oil Company

 Mexique
- Bernado Pasquelle
- Gouvernement du Mexique

 Portugal (Inde Portugaise)

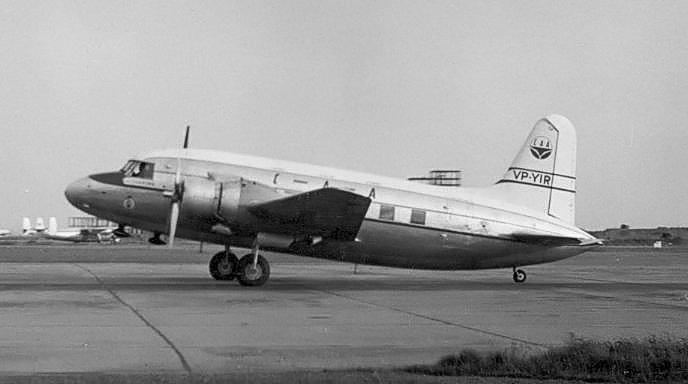
Vickers Viking de Central African Airways à Heathrow en mai 1953

- Transportes Aéreos da Índia Portuguesa

Rhodésie du Sud
- Central African Airways (en)

 Royaume-Uni
- African Air Safaris
- Air Ferry (en)
- Air Safaris
- Airwork Limited
- Autair (en)
- Bembridge Air Hire Limited
- BKS Air Transport
- British European Airways
- British Overseas Airways Corporation
- Eagle Aviation/Eagle Airways
- British International Airlines
- British Nederland Airservices
- Channel Airways (en)
- Continental Air Services
- Crewsair Limited
- Decca Navigator Company
- Dragon Airways
- Eros Airlines (UK)
- Field Aircraft Services
- First Air Trading Company
- Hunting Air Transport
- Hunting Clan Air Transport
- Invicta Airways / Invicta International Airways
- Independent Air Travel
- James Stuart Travel Limited
- Maitland Drewery Aviation
- Meredith Air Transport
- Orion Airways
- Overseas Aviation
- Pegasus Airlines
- Tradair Limited
- Trans World Charter
- Vendair Limited

 Suisse
- Balair

 Trinité-et-Tobago
- British West Indian Airways

### Utilisateurs militaires
Argentine
- Argentine Air Force

 Australie

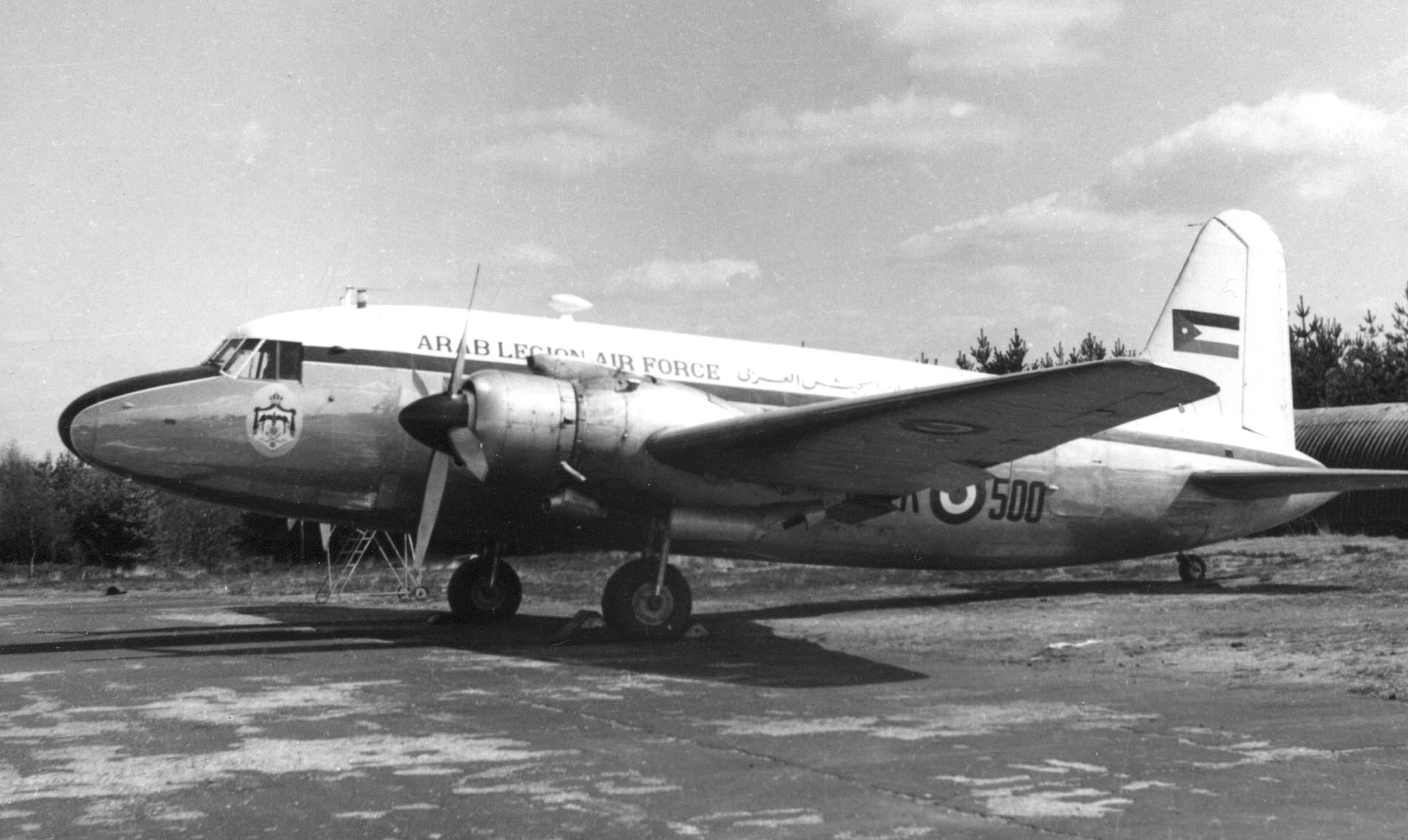
Vickers Viking 1B VK500 de l'Arab Legion Air Force à Blackbushe en avril 1955

- Royal Australian Air Force - Un Viking C2 en service de 1947 à 1951.
  - No. 2 Squadron
  - No. 34 Squadron

 Jordanie
- Arab Legion Air Force
- Force aérienne royale jordanienne

 Pakistan
- Pakistan Air Force

 Royaume-Uni
- Royal Air Force
  - Empire Test Pilots' School
  - The King's Flight RAF

## Accidents
L'appareil a connu 57 accidents causant la mort de 342 personnes.
- 5 avril 1948 : Le Viking 1B (G-AIVP) de la British European Airways s’apprêtant à atterrir sur l’aéroport de Gatow à Berlin-Ouest est heurté par un Yak-3 de la force aérienne soviétique se livrant à des acrobaties aériennes. Les 14 personnes à bord ainsi que le pilote soviétiques sont tués[8].

- 12 septembre 1963 : Le Vickers 1B Viking (F-BJER) de la compagnie française Air Nautic s'écrase sur le pic de la Roquette dans le département des Pyrénées-Orientales en France. L’avion transportait 36 ressortissants britanniques et 4 membres d’équipage français, faisant ainsi 40 victimes[9].